# Nowe Miasto (Warszawa)

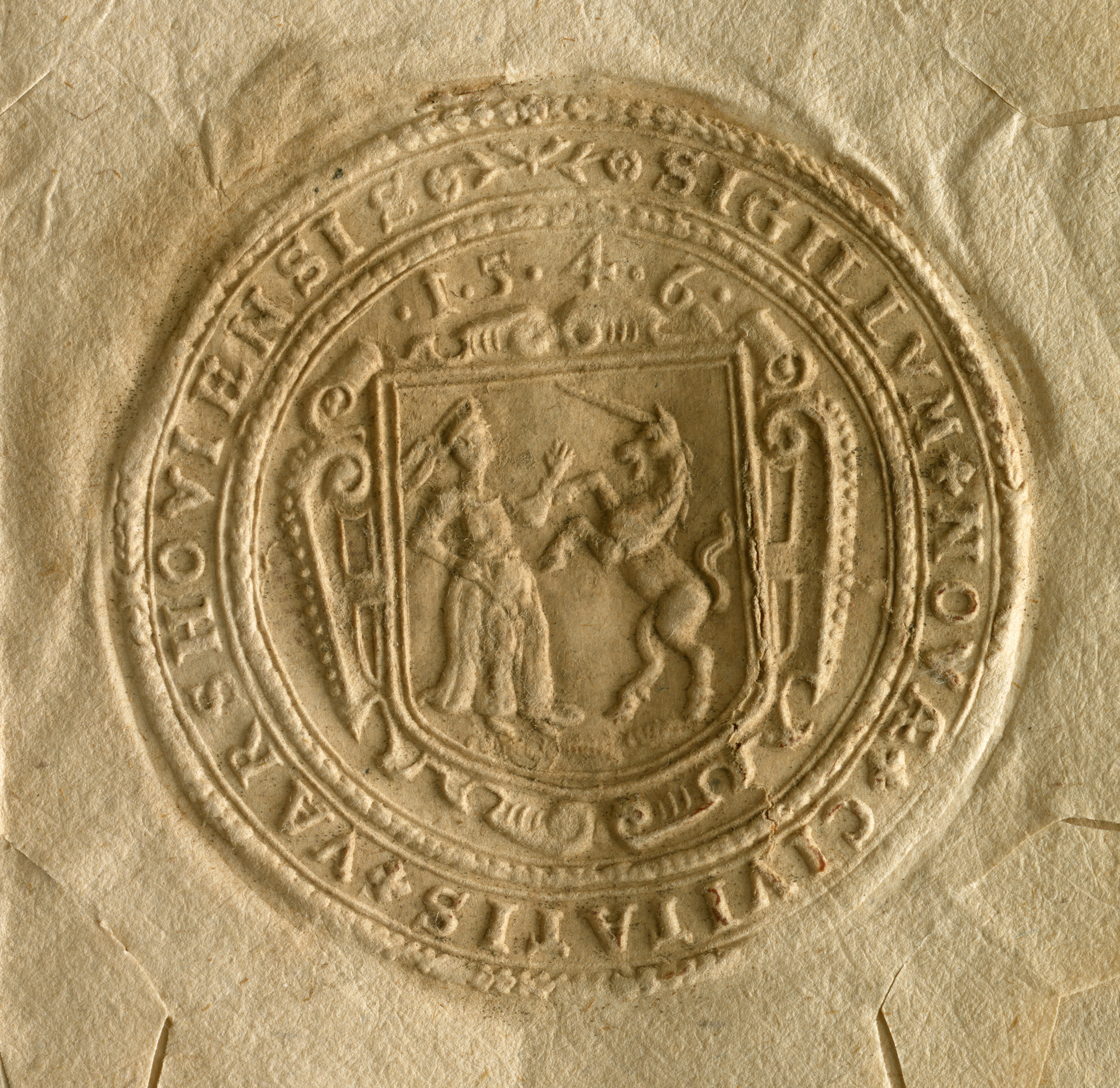
XVII-wieczna pieczęć Nowego Miasta Warszawa z jego herbem: panną i jednorożcem (ze zbiorów AGAD).

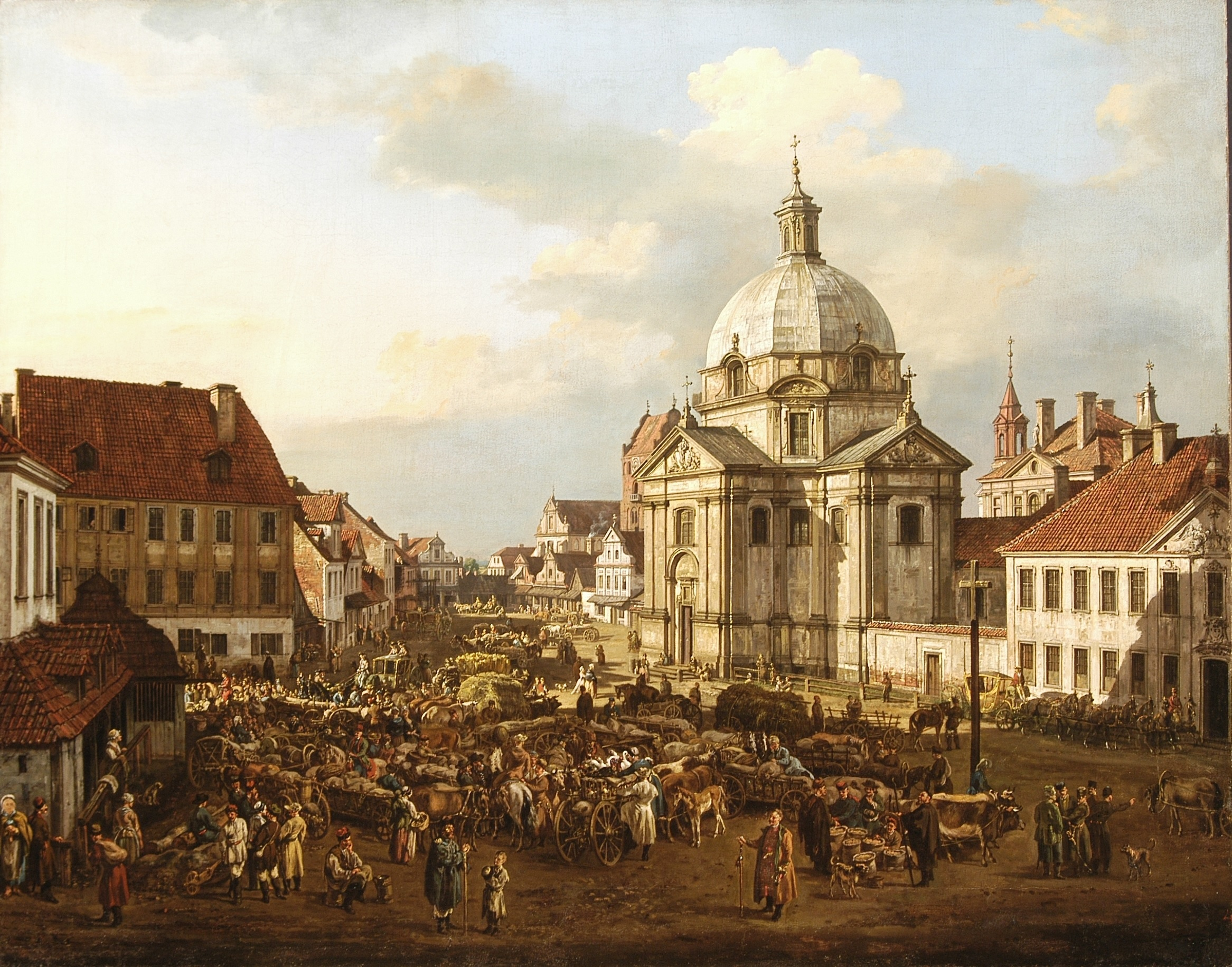
Canaletto, Rynek Nowego Miasta, kościół św. Kazimierza (sakramentek)

Nowe Miasto, dawniej miasto Nowa Warszawa – osiedle i obszar MSI w dzielnicy Śródmieście w Warszawie.
Miasto Nowa Warszawa zostało założone na początku XV wieku na północ od Starej Warszawy. Zostało włączone do zespołu miejskiego Warszawy w 1791.

## Historia
W XIV wieku ograniczona murami obronnymi Warszawa stała się za ciasna dla wszystkich pragnących się w niej osiedlić. W 1408 książę mazowiecki Janusz I Starszy nadał przywilej Nowej Warszawie wyłączający ją spod jurysdykcji wójta Starej Warszawy. Tym samym uzyskała ona lokację miejską. 
W 1409 książę Janusz i jego żona Danuta Anna ufundowali kościół Nawiedzenia Najświętszej Marii Panny jako parafialny. W 1414 Nowa Warszawa uzyskała własny samorząd.
Sąsiadujące ze Starą Warszawą miasto było odrębnym administracyjnie i prawnie podmiotem, z rynkiem, ratuszem oraz kościołem parafialnym. Nie posiadało jednak murów obronnych. Podobnie jak Stara Warszawa, Nowa Warszawa powstała na prawie chełmińskim. Jej herb przedstawiał kobietę ze wspiętym na tylne nogi jednorożcem. 
W 1527, rok po włączeniu Księstwa Mazowieckiego z Warszawą do Korony Królestwa Polskiego, Zygmunt I Stary potwierdził dawny przywilej książąt mazowieckich de non tolerandis Judaeis zakazujący Żydom zamieszkiwanie w Starej i Nowej Warszawie.
Zabudowa miasta została w większości zniszczona w czasie potopu szwedzkiego.
Nowa Warszawa została włączona do zespołu miejskiego Warszawy w 1791.
Większość zabudowy Nowego Miasta została zniszczona podczas II wojny światowej. Odbudowę Nowego Miasta wraz z rynkiem zakończono 1 września 1956.

## Ważniejsze obiekty
- Rynek Nowego Miasta
- Kościół Nawiedzenia Najświętszej Marii Panny
- Kościół św. Kazimierza (sakramentek)
- Kościół św. Ducha (paulinów)
- Kościół św. Jacka (dominikanów)
- Kościół św. Franciszka Serafickiego (franciszkanów)
- Kościół św. Benona
- Pałac Raczyńskich
- Pałac Sapiehów
- Pałac Sierakowskiego
- Stadion Polonii Warszawa
- Brama Mostowa
- Zdrój Królewski w Warszawie
- Kamienica Łyszkiewicza z Muzeum Marii Skłodowskiej-Curie
- Polska Wytwórnia Papierów Wartościowych
- Fort Legionów Cytadeli Warszawskiej
- Fort Traugutta Cytadeli Warszawskiej
- Park Romualda Traugutta
- Multimedialny Park Fontann

## Obiekty nieistniejące
- Kościół św. Jerzego
- Most Zygmunta Augusta